# دروجبا (بلاغويفغراد)
دروزهبا (Дружба) هي مدينة في مقاطعة بلاغويفغراد في أوكرانيا.
يبلغ عدد سكانها حوالي 5226 نسمة.